# Perfil topográfico

Ejemplo de un perfil topográfico a partir de un mapa de curvas de nivel.

Un perfil topográfico o corte topográfico es una representación del relieve del terreno que se obtiene cortando transversalmente las líneas de un mapa de curvas de nivel, o mapa topográfico. Cada curva de nivel puede definirse como una línea cerrada que une puntos del relieve situados a igual altura sobre el nivel del mar. Se dibuja generalmente en la misma escala horizontal que el mapa, pero la utilización de una escala vertical realzada o exagerada es aconsejable para subrayar los elementos del relieve. Esto puede variar según la inclinación y amplitud del relieve terrestre, pero suele ser de tres a cinco veces la escala horizontal.
Una serie de perfiles paralelos, tomados a intervalos regulares en un mapa, puede combinarse para proporcionar una visión tridimensional más completa del área que aparece en el mapa topográfico. Es evidente que, gracias a la informática, se pueden realizar modelos tridimensionales más sofisticados del paisaje a partir de datos digitales del terreno.
La línea del plano definida por los puntos que limitan el perfil se llama directriz y la línea horizontal de comparación sobre la que se construye el perfil, base.

## Aplicaciones
Una de las aplicaciones más importantes de los perfiles o secciones verticales, es en la construcción de obras de gran longitud y poca anchura, por ejemplo carreteras, alcantarillados y oleoductos.
A veces se incluyen perfiles topográficos escogidos en los mapas impresos, como los que se diseñan para las rutas o rumbos de navegación, las excavaciones y, especialmente, para los mapas geológicos, donde se utilizan para mostrar la estructura interna de las rocas que pueblan un territorio.
Las personas que estudian los recursos naturales como los geólogos, geomorfólogos, edafólogos y estudiosos de la vegetación, entre otros, construyen perfiles para observar la relación de los recursos naturales con los cambios de topografía y analizar numerosos problemas.